# Ruta 928 (Costa Rica)
La Ruta 928, oficialmente Ruta Nacional Terciaria 928, es una ruta nacional de Costa Rica ubicada en la provincia de Guanacaste.

## Descripción
En la provincia de Guanacaste, la ruta atraviesa el cantón de Santa Cruz (el distrito de Veintisiete de Abril).